# Flensburgska barnsjukhuset

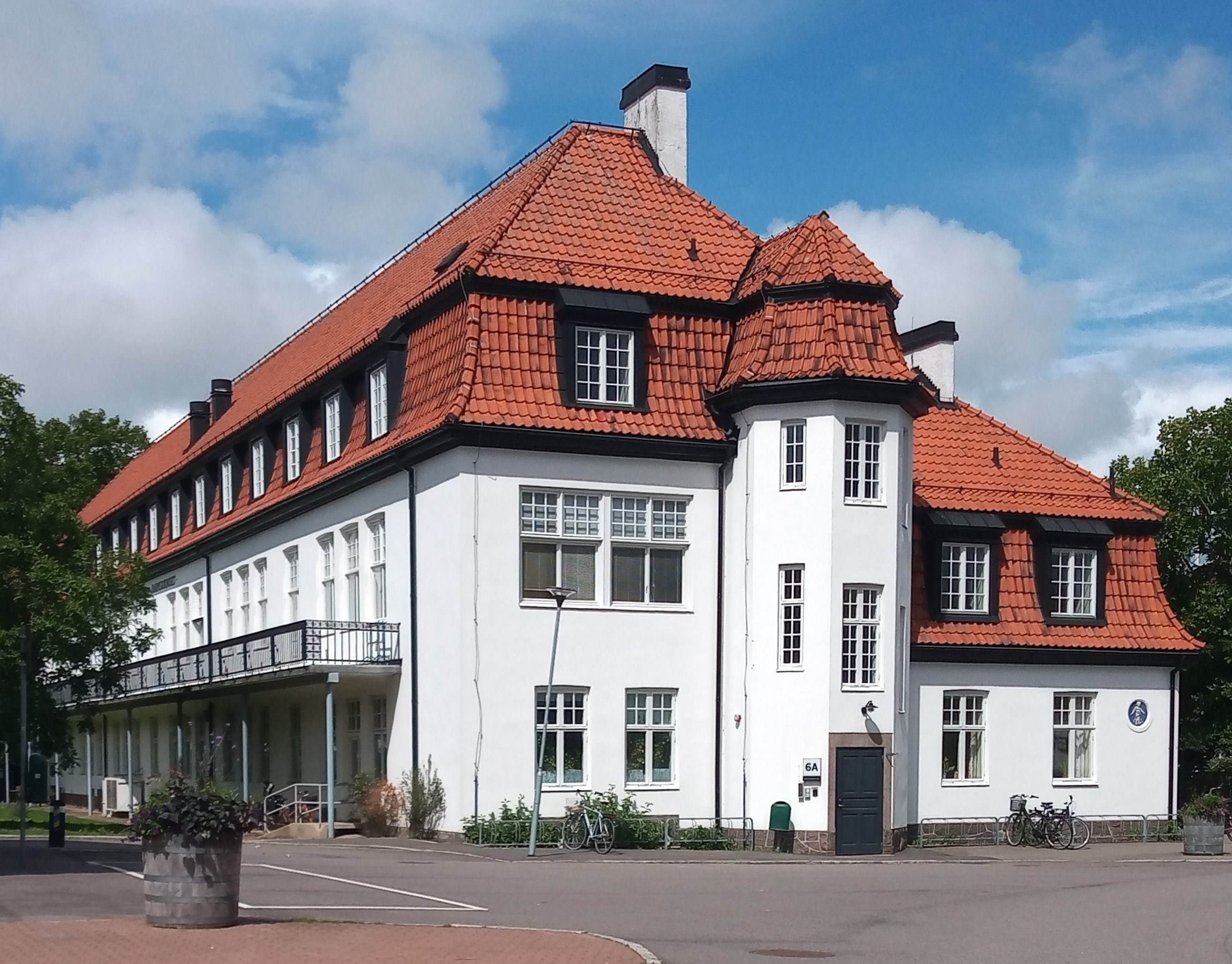
Flensburgska barnsjukhuset i Malmö, uppfört 1912-1913.

Flensburgska barnsjukhuset i Malmö, ursprungligen Flensburgska vårdanstalten för späda barn, uppfördes 1912-1913 på en tomt söder om nuvarande John Ericssons väg. Det var då avsett endast för barn yngre än tre år, men 1945 tillkom en byggnad för äldre barn och senare också ytterligare byggnader för barnsjukvård. 2023 används det ursprungliga huset för andra ändamål.

## Bakgrund
Den första kända vårdanstalten för mindre barn i Malmö var Malmö barnhus med plats för 100 barn, uppfört 1742 på hörnet av Långgårdsgatan och Västergatan. Verksamheten upphörde dock av kostnadsskäl redan 1789 och vårdbehövande barn fick istället placeras hos fosterföräldrar på landet. Det dröjde sedan till 1880-talet innan en ny inrättning för barnsjukvård etablerades, Malmö barnsjukhus beläget på Rönneholmsvägen 22. Driften bekostades av en välgörenhetsstiftelse. På sjukhuset tog man enbart emot barn som var tre år eller äldre. Föreningen Mjölkdroppen samt Johan Cronquist och Fritz Bauer, läkare respektive överläkare vid barnsjukhuset, uppvaktade 1907 stadsfullmäktige med en skrivelse där man bad fullmäktige att utreda frågan om ett sjukhus för de minsta barnen. 1911 beslöt staden att låta uppföra en vårdanstalt för späda barn på området Borgmästaregården söder om dåvarande epidemisjukhuset, alltså vid nuvarande John Ericssons väg  6. Vårdanstalten skulle bekostas med medel ur Flensburgska fonden för välgörande ändamål. Anstalten stod färdig 1913 och fick namnet Flensburgska vårdanstalten för späda barn.

## Flensburgska vårdanstalten för späda barn

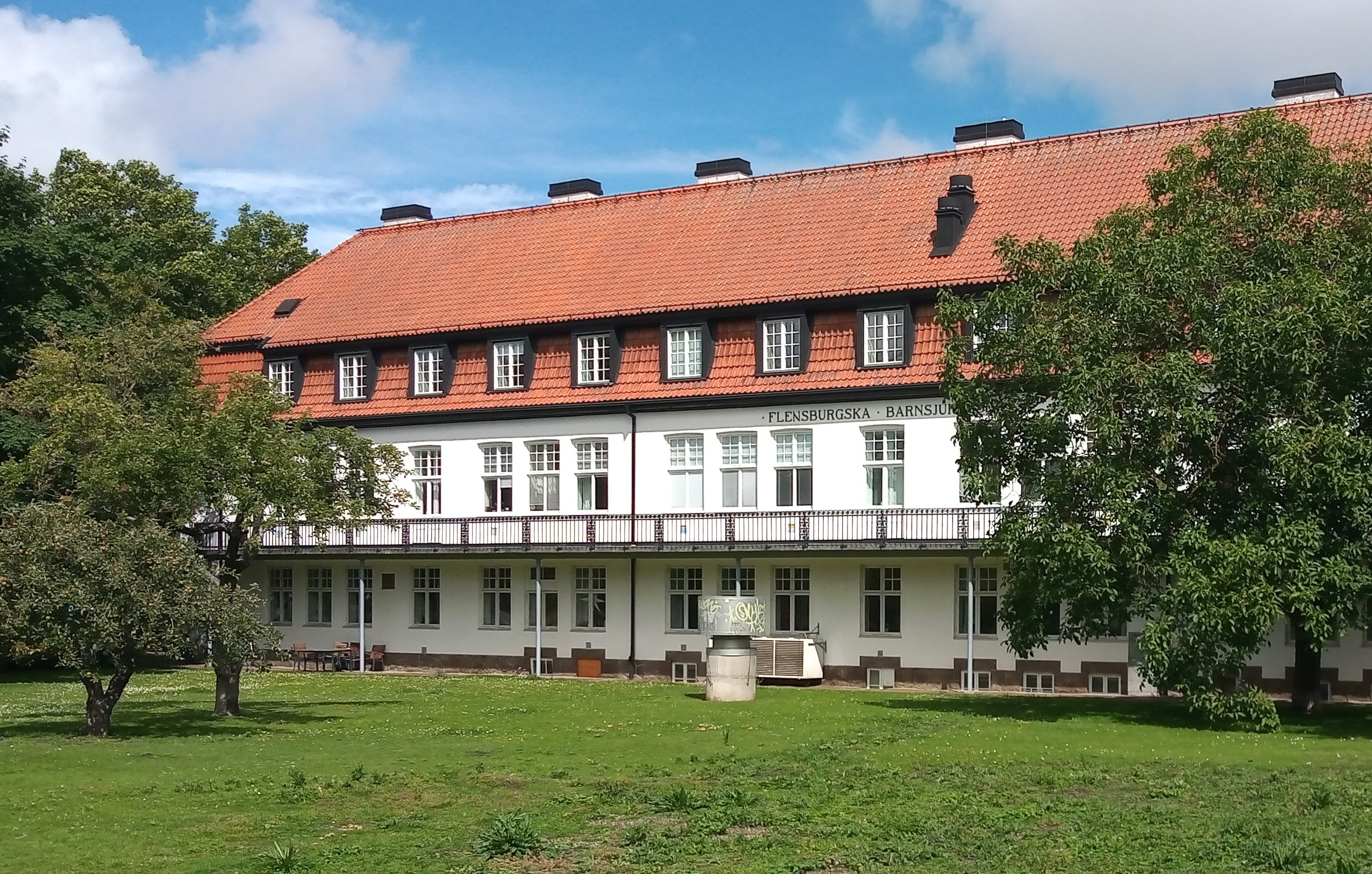
Flensburgska barnsjukhuset

Flensburgska vårdanstalten för späda barn öppnades 10 september 1913. Enligt stadgarna skulle det ”vara en sjukvårdsinrättning för sjuka, späda barn, en rådfrågningsanstalt för späda barns vård, lämna undervisning i vården av friska och sjuka, späda barn, öfvervaka de barn, som frivilligt ställa sig under dess uppsigt, samt förmedla anställning af ammor i enskilda hem”.
Byggnaden, som ritats av Malmös stadsarkitekt Salomon Sörensen och kostat drygt 300 000 kr att uppföra, bestod av tre våningar. I källaren fanns förråd och tekniska installationer. På bottenvåningen fanns bland annat mjölkkök, rum för förvaltning, för mottagning samt fyra isoleringsrum att användas vid misstänkt smittsam sjukdom. Själva vårdavdelningen var förlagd till våning två. De olika salarna vette mot söder, var målade i ljusa färger och åtskilda från varandra av glasväggar. Längs med hela våningen löpte en balkong. Tredje våningen innehöll bostadsrum mm för sjukhusets personal, däribland åtta ammor och deras barn, samt sköterskeelever.
Man lade stor omsorg vid utemiljön. ”Riktlinjerna för områdets plantering hafva varit, dels att ernå tillräckligt skydd mot häftiga vindar, dels att anskaffa de för barnen nödvändiga grönsakerna och bärsafterna, dels att åvägabringa en beskuggad plats ute i det fria, där barnen under den varma årstiden kunna vistas utan att vara utsatta för hettans skadliga verkan.”
Johan Cronquist hade varit drivande för den nya vårdanstaltens tillkomst och utformning. Förutom inlagan till stadsfullmäktige gjorde han studieresor till Düsseldorf som var känt för sin framstående barnsjukvård. Med sig på en resa hade han arkitekten Sörensen. Trots allt sitt arbete och engagemang blev han inte utsedd till överläkare för sjukhuset. Tjänsten gick istället den formellt bättre meriterade Wilhelm Wernstedt. Detta blev för Cronquist en stor besvikelse, berättar dottern Alice Lyttkens i sina memoarer. Han fick långt efter sin död en sorts upprättelse när Malmö stad 1987 gav gatan öster om barnsjukhuset namnet Cronquists gata.
Flensburgska vårdanstalten var inte en del av Malmö Allmänna Sjukhus utan hade liksom Epidemisjukhuset en egen styrelse utsedd av stadsfullmäktige. Man hade däremot ett avtal med Allmänna sjukhuset om hantering av tvätt och man hämtade mat från Allmänna sjukhusets storkök.

## Flensburgska barnsjukhuset

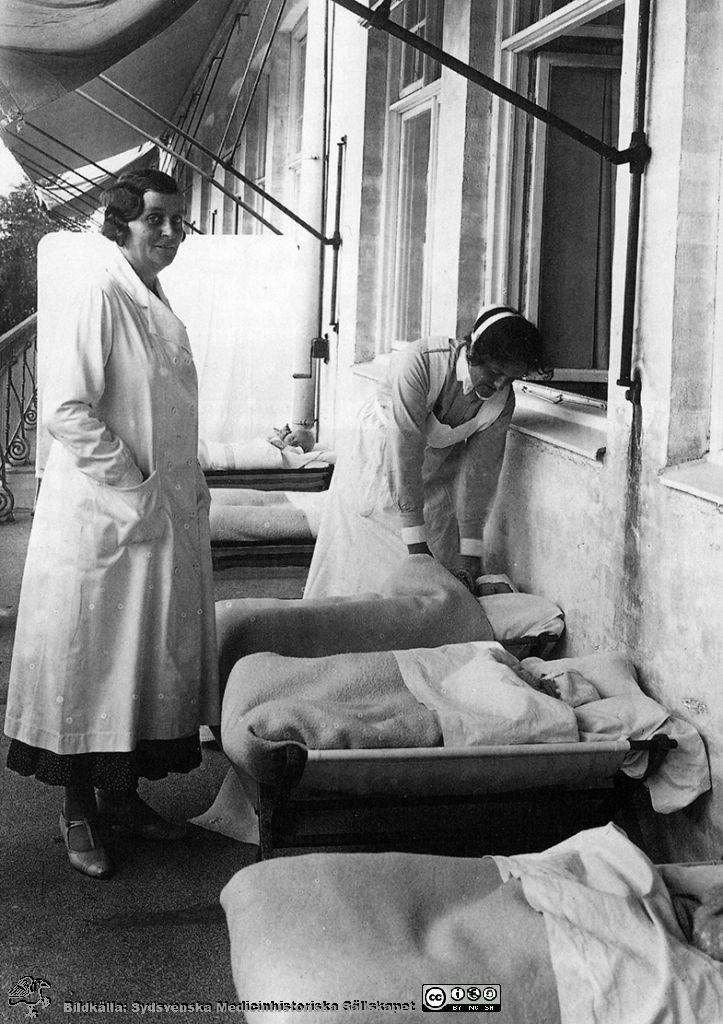
Överläkare Greta Muhl med sjuksköterska och patienter på balkongen. 1934.

Uppdelningen mellan olika huvudmän för sjukhusen var länge föremål för debatt mellan stridiga viljor i stadsfullmäktige. 1943 hamnade Flensburgska anstalten under den centrala sjukhusdirektionen och blev därmed en del av Malmö Allmänna Sjukhus. På förslag av dåvarande överläkaren Greta Muhl (1926-1948) hade anstalten 1941 bytt namn till Flensburgska barnsjukhuset.
1945 tillkom en ny byggnad söder om den ursprungliga. Två sammanbundna tvåvåningslängor i rät vinkel gav plats för två avdelningar, en för äldre barn och en för tuberkulösa barn. Dessutom fanns en öppen mottagning samt bostäder för personal. Arkitekt var Carl-Axel Stoltz.
1977 invigdes den barn- och ungdomspsykiatriska kliniken, BUP,  på området.
Den ursprungliga byggnaden vid John Ericssons väg används år 2023 för administrativa ändamål. Sjukhuskyrkan har också lokaler där. Byggnaden från 1945 inrymmer barn- och ungdomsmedicincentrum och barnhjärtcentrum. I byggnaden från 1977 finns BUP och barnhabilitering.